# A-Khrid
A-Khrid of 'A-Kharid' of 'A-tri' is een serie meditatieoefeningen uit het Tibetaanse Bön-boeddhisme, bedoeld om contact te maken en te houden met de altijd aanwezige eigen pure natuurlijke staat van zijn en om uiteindelijk het boeddhaschap te kunnen bereiken. Vertaald betekent het 'de instructies over de oorspronkelijke staat'.

## Achtergrond
De Tibetaanse Bonpo Dzogchen traditie bevat onder andere de volgende Dzogchen leringen: (a rdzogs snyan gsum)
1. Zhang Zhung Nyengyu (Zhang-zhung snyan-rgyud), orale traditie en het oudste van de vier, oorsprong vermoedelijk Zhangzhung
2. A-Khrid (A-tri) Oefeningen die leiden naar de altijd aanwezige eigen oorspronkelijke bron.
3. rDzogs chen - Grote volmaaktheid, over helderheid en ruimte: (rDzogs chen yang rtse'i klong chen)
4. Yetri Thasel heeft een aparte mannelijke en vrouwelijke overdrachtslijn (Ye-khri mtha'-sel), laatste behelst 22 afbeeldingen plus 30 visualisaties met bijbehorende uitleg over de betekenis en bedoeling[1][2][3] en is tevens onderdeel van meditatie op het Triten Norbutse klooster in Kathmandu.

De eerste en laatste is een orale traditie, de tweede en derde een terma traditie van verstopte en later herontdekte teksten. 'rDzogs chen yang rtse'i klong chen' zou worden toegedacht aan de Bonpo meester Lishu Tagring uit de 8ste eeuw en is samen met andere teksten in 1080 gevonden achter een standbeeld van Vairochana bij de Khumthing tempel door de tertön Zhodton Ngodrub Dragpa.

## Ontstaansgeschiedenis
Vanuit het Khro rgyud-onderrichtsreeks van Tönpa Shenrab die ca. 18.000 jaar geleden geboren zou zijn in het land Olmolungring werd de grondslag voor het A-Khrid systeem gelegd door Dampa Meu Gongjad Ritro Chenpo (1038-1096). Samen met de Zhi-ba don gyi skor, deze teksten zijn onderdeel van de sPyi-spungs yan-lag gi skor leringen die behoren tot Vader Tantra. (pha rgyud). Meu Gongjad Ritro Chenpo zijn systeem (A-khrid thun-mtshams brgyad-cu-pa) bestond uit 80 perioden die elk een a twee weken duurde, na voltooiing kreeg men dan de titel Togdan (rTogs-ldan). Dit systeem van 80 werd in volume terug gebracht tot 30 perioden door A-zha Blo-gros rgyal-mtshan (1198-1263) waarna het uiteindelijk tot een meer praktische handleiding werd gebracht van vijftien perioden door Bru rGyal-ba g.yung-drung (1242-1290). Sindsdien is dit populaire systeem bekend als de vijftien perioden van A-khrid of Bru. (Bru' i a-khrid thun-mtshams bco-lnga-pa)
De Rus Joeri Rjorich die vloeiend Mongools en Tibetaans spreekt plus diverse dialecten uit Centraal Azië, kreeg in 1928 als eerste tibetoloog een complete set te zien van de gehele Bön-canon in het Sha-ru klooster bestaande uit 140 Kangyur delen en 160 Tengyur delen, tegenwoordig zijn er kloosters bekend met een Bön-canon bestaande uit respectievelijk 192 en 284 boeken en meer, een volledige westerse vertaalde versie wordt geschat klaar te zijn in 2035.
In 1973 maakte de Noor Per Kværne een uitgebreide Engelse vertaling van vooral de eerste tien onderdelen van A-Khrid. Na de invasie van Tibet gingen meer Tibetaanse Bön meesters les geven in het westen en behalve in het gebruikelijke Tibetaans ook boeken uitgeven in het Engels,  met name Chögyal Namkai Norbu Rinpoche, HE Yongdzin Lopön Tenzin Namdak Rinpoche en Tenzin Wangyal Rinpoche die tevens elk apart Bönscholen hebben gesticht in Europa en Amerika voor het volgen van een retreat of een jarenlange opleiding in het Engels. Sindsdien is het meer toegankelijk geworden en er meer over bekend geworden van wat zich honderden jaren eerder vooral beperkte tot de Tibetaanse kloosters, zo ook het onderstaande vertaalde A-Khrid onderricht (A khrid thun mtshams bco lnga pa).

## A-Khrid (a) Voorbereiding: Rijpen van je geest en wezen dat nog niet gerijpt is (rgyud)
1. Meditatie op de onvermijdelijke vergankelijkheid om verlangens tegen te gaan.
Reflecteren op het veranderende en evoluerende heelal
Reflecteren op de toestand van levende wezens in het universum en hun geboorte, dood en lijden.
Reflecteren op de aard van de dood en de geboorte van de grote verlichte zielen en meesters uit het verleden.
Reflecteren op de geboorte en de dood van levende wezens.
Reflecteren op verschillende voorbeelden van transformaties.
Reflecteren op de ervaring van de dood.
2.  Bodhicitta cultivatie om de deur te openen naar het juiste pad., Toevlucht nemen, opbiechten van zonden.
Toevlucht nemen tot: de verlichten (Sangye), de leer van Tonpa Shenrab en anderen verlichte zielen (Yungdrung Sempa).
Daadkracht en standvastigheid trainen om te willen ontwaken, het opbiechten van zondes
3. Accumulatie van goed karma, als een resultaat van goede acties en intenties.
4. Offeren van gebeden: een middel om volledige zegeningen te ontvangen.

## A-Khrid (b) Fysieke beoefening: Bevrijding van de gerijpte geest en wezen (dngos gzhi)

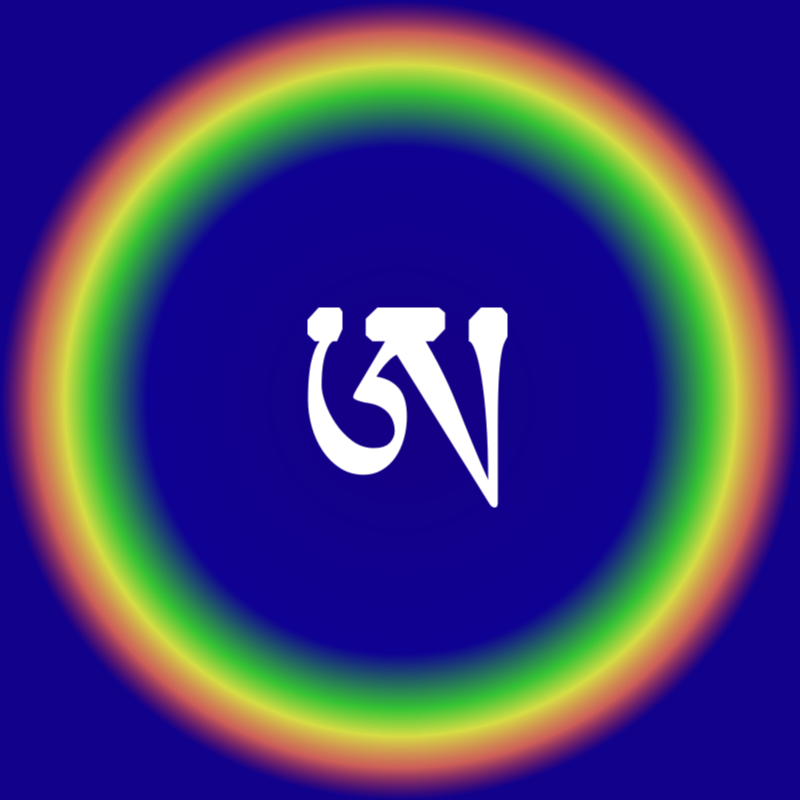
A-Khrid gebruikt voor concentratie op een zichtbaar object vaak de Tibetaanse letter "A" in een gekleurde thigle

5. Mentale vasthoudende concentratie op een zichtbaar object, zoals bij een draad door een naald steken.
6. Mentale stabiliteit en gelijkmoedigheid vergroten door concentratie op wat niet zichtbaar is.
7. Mentale gelijkmoedigheid gebruiken in meditatie op de universele leegte.
Deze techniek van ruimteconcentratie werd ook onderwezen door Kamalashila, een vroege Indiase meesters die naar Tibet ging.
8. Mentale confrontatie met de altijd aanwezige eigen Natuurlijke Fundamentele Natuur (gnas lugs)
Visualisatie van energie kanalen met ademhalingsoefeningen - scheidt het onpure van pure bewustzijn, ontstaat spontane wijsheid (rang 'byung yc shes)
9. Alles waarop gemediteerd werd, wordt ontspannen losgelaten en opgelost tot een continue staat van spirituele realisatie.
'"Vanuit de basis van deze Leegte, wordt de reflecterende kracht (rcal) van het bewustzijn tot rust gebracht. (jog) De geest wordt dus gelijkmoedig, de stroom-van-bewustzijn (dran thag) wordt afgesneden en lost op (bsigs). Er ontspringt een nieuwe stroom-van-bewustzijn die is van een transcendente aard (geen meditatie, noch niet-meditatie) deze stroom-van-bewustzijn wordt daarna permanent vastgehouden (Skyon') Het ontstaan van smetteloze Wijsheid (dri ma med Pa'i gij ses) wordt daarna mogelijk: in deze staat zijn alle handelingen van lichaam, spraak en geest toelaatbaar daar zij slechts dienen als middel van het Pad (lam-du khyer / slan) gericht op de uiteindelijke samenvoeging met de Leegte."'
10. Realisatie van een permanente staat (ngang sgom) met wijsheid vrij van bezoedeling
Alle handelingen, woorden en gedachten zowel puur als onzuiver zijn verheven tot het pad (lam-du slong-ba)

## A-Khrid (c) Finale beoefening: De ultieme bevrijding van geest en wezen(mthar phyin pa)
11. Vermindering van psychische impressies (zak chags) in de nacht, mengen van slaap en contemplatie (BSAM Gtan)
Alle gewaarwordingen zijn als dromen te beschouwen, en alle dromen als gewaarwordingen, zodat alles verschijnt als droom of illusie.
12. Trainen van het reflecterend vermogen (rtsal) op de sensaties gedurende de dag. De waarheid zien.
Beoefend of gezuiverd door vrij te spelen met alle objecten van sensatie, zonder discriminerende gedachte, aanvaarding of afwijzing
13. De redenerende gedachten dag en nacht verhogen tot het niveau van het Pad.
Alles is 'grote rust', alles is 'grote spontaniteit'.
14. Men leeft in een staat van 'eeuwigdurende confrontatie' (rgyun du belde ngo sprad p)
Het zichtbare wordt erkend als geest; de geest als leegte; leegte als helder licht; helder licht als eenheid; eenheid als grote vreugde.
15. Boeddhaschap, eenheid van Trikaya, Sambhogakaya, lichaam van puur licht omschreven als Regenbooglichaam; 
Onbevlekte wijsheid, voorbij alle begrenzingen, eigenschappen en vormen.
Er is een vrij brede consensus onder de lama's van zowel de Nyingma en Sarma scholen dat het eind niveau van Dzogchen en Mahamudra hetzelfde zijn.